# Oktadecyltrichlorsilan
Oktadecyltrichlorsilan (zkráceně ODTS, systematický název n-oktadecyltrichlorsilan) je organická sloučenina křemíku používaná v polovodičovém průmyslu na přípravu samoorganizovaných tenkých vrstev na substrátech z oxidu křemičitého. Je hořlavý a reaguje s vodou; také jde o žíravinu, která způsobuje těžká poškození sliznic.
Oktadecyltrichlorsilan má amfiontní molekuly, které jsou tvořeny nepolárními dlouhými alkylovými řetězci (C18H37–) a polárními trichlorsilylovými (SiCl3–) skupinami, které vytvářejí samoorganizované vrstvy na řadě oxidových substrátů.
Ke stejným účelům lze také použít dodecyltrichlorsilan.
ODTS-PVP vrstvy se používají na výrobu obrazovek z tekutých krystalů s organickými substráty.